# فراتا تودینا
فراتا تودینا (به ایتالیایی: Fratta Todina) یک کومونه در ایتالیا است که در استان پروجا واقع شده‌است.

## خصوصیات
فراتا تودینا ۱۷٫۵ کیلومترمربع مساحت و ۱٬۸۲۰ نفر جمعیت دارد و ۲۱۵ متر بالاتر از سطح دریا واقع شده‌است.